# Joel Augustus Rogers
Joel Augustus Rogers (6 de setembro de 1880 - 26 de março de 1966) foi um autor, jornalista e historiador amador jamaicano-americano que se ateve na história da África; bem como a diáspora africana . Depois de se mudar para os Estados Unidos em 1906, residiu em Chicago e  na cidade de Nova York, onde faleceu em março de 1966. Seus interesses eram pautados na história dos afro-americanos nos Estados Unidos. Sua pesquisa abrangeu os campos acadêmicos da história, sociologia e antropologia . Ele enfrentou os ideais predominantes centrados no racismo científico e a construção social da raça, demonstrou as ligações entre civilizações e revelou as conquistas dos africanos étnicos, incluindo alguns com ascendência europeia mista. Ele foi um dos primeiros a divulgar a história africana e afro-americana no século XX. Seu livro Os Grandes Homens de Cor do Mundo foi reconhecido por John Henrik Clarke como sua maior conquista. Mesmo após a sua morte, sua esposa Helga M. Rogers, afirmava que ele havia sobrevivido de alguma forma.

## Biografia
Joel Augustus Rogers nasceu em 6 de setembro de 1880, em Negril, Jamaica . Um dos onze filhos, ele era filho de pais mestiços, os quais eram ministros e professores. Seus pais poderiam apenas dar a Rogers e seus outros dez irmãos uma educação simples, porém enfatizaram a importância do estudo. Rogers afirmava ter tido uma "boa educação básica".
Joel Rogers emigrou da Jamaica para os Estados Unidos em 1906, vivendo em Chicago até 1921 e depois se moveu para o Harlem, em Nova Iorque . Ele obteve a naturalização em 1916 e viveu na cidade a maior parte de sua vida. Ele morou lá durante a Renascença do Harlem, uma primavera da vida artística e intelectual afro-americana em vários aspectos. Ele se tornou um amigo pessoal próximo de Hubert Harrison, um intelectual e ativista radicado no mesmo bairro.
Enquanto residia em Chicago na década de 1920, Rogers trabalhou como assistente de vagões e como repórter do Chicago Enterprise . Seu trabalho como assistente de vagões permitiu-lhe viajar e conhecer uma grande variedade de pessoas. Através desta jornada, conseguiu alimentar o seu apetite pelo conhecimento, explorando diversas bibliotecas das cidades que visitou. Ele publicou, por conta própria, os resultados de sua pesquisa em vários livros.
O primeiro livro de Rogers , Do "Superman" ao Homem, publicado pelo próprio em 1917, enfrentou noções de inferioridade africana. O livro é um ataque contra a ignorância que alimenta o racismo. A trama central gira em torno de um debate entre um carregador Pullman e um político racista branco do sul. Rogers utilizou esse debate para demonstrar muitas de suas filosofias pessoais e desmontar estereótipos sobre os negros e a falácia da superioridade racial dos brancos. Os argumentos e teorias do autor são extraídos de uma diversidade de fontes, clássicas e contemporâneas, e abrangem uma gama que abrange da história e a antropologia à biologia. Rogers seguiu desenvolvendo as ideias que expressou pela primeira vez em no livro em 1917. Aborda questões como a falta de aporte científico para a concepção de raça, a falta de história negra contada a partir da perspectiva de uma pessoa de cor e o fato dos casamentos interraciais e das uniões entre os povos ao longo da história.
O livro apresenta a opinião de Rogers sobre o Cristianismo . Quando o senador, debatendo com o personagem principal, pergunta: “Então você não defende o cristianismo para o negro?”
O personagem principal, Dixon, logo responde: "O verdadeiro Cristianismo, sim. O Cristianismo usual do gentio branco com seu egoísmo e interesse próprio, não."

But," objected the senator, strenuously, "Christianity has done a great deal for the Negro. Look what a solace it was to him in slavery."

"Solace! Solace! did you say? To enslave a man, then dope him to make him content! Do you call THAT a solace? Would you call a chloroform burglar, for instance, a solace? No, that's the work of an arch-devil and a cowardly arch-devil at that. The honest fact is that the greatest hindrance to the progress of the Negro is that same dope that was shot into him during slavery. Many Negro sects, perhaps the majority, never stop to think what they are doing. They have accepted the white man's religion pretty much in the same manner as, if they had remained in Africa, they would have worn his old tin cans, as a charm. As I sometimes watch these people howling and hullaballooing, I cannot but think that any other process, religious or otherwise, would have served just as well as a vehicle for the release of their emotions, and that, so far as Jesus is concerned, any other rose by that name would smell as sweet to them. The same holds true of the poor white mountaineers of Kentucky and Tennessee who are also violently religious and immoral. The slogan of the Negro devotee is: Take the world but give me Jesus, and the white man strikes an eager bargain with him. The religious manifestations of the Negro, as a group, need to be tempered with hygiene, in the same manner that those of the whites need the spirit of Christ.

"Another fact,—there are far too many Negro preachers. Religion is the most fruitful medium for exploiting this already exploited group. As I said, the majority of the sharpers, who among the whites, would go into other fields, go, in this case, to the ministry. In most Northern cities dinky Negro churches are as plentiful as dinky Negro restaurants. Many of these preachers are thorough-going rascals who have discovered a very easy way get money and to have all the women they want. Needless to say, they are a great hindrance to those earnest ones really working for the betterment of their people.
Rogers também tinha muitos elogios a fazer sobre o Islã . Quando questionado sobre o "maomédismo" pelo senador, Dixon responde:
"Pelo que vi no Egito, na Turquia e noutros países islâmicos, penso que embora as suas pretensões sejam inferiores às do Cristianismo, é mais humano. O Islão é tão liberal para os seus seguidores de pele escura como o Cristianismo é iliberal. Na verdade, todas as outras formas de religião são mais liberais que o Cristianismo. Ao lado de Mohammed está um negro, Bilal. O Islã não conhece outro vínculo senão a religião. Branco, preto, amarelo, marrom, não importa, desde que você seja da fé. O cristianismo – falo quase inteiramente do tipo anglo-saxão – gosta do negro apenas quando ele se contenta em ser um lacaio, apenas por um certo tempo e não mais. O Islão, com todos os seus defeitos, por outro lado, inspira-o a ser homem.

### Carreira jornalística
Na década de 1920, Rogers foi jornalista no Pittsburgh Courier e no Chicago Enterprise . Ele foi subeditor do Daily Negro Times, por pouco tempo, de Marcus Garvey . Como jornalista correspondente, cobriu eventos como a coroação do imperador Haile Selassie I da Etiópia para o New York Amsterdam News . Ele escreveu para diversos outros periódicos e revistas negras: Crisis, American Mercury, The Messenger Magazine, the Negro World e Survey Graphic . Uma de suas entrevistas foi realizada com Marcus Garvey na prisão ( New York Amsterdam News, 17 de novembro de 1926).
Junto com Vincent Tubbs, Rogers serviu como um dos poucos negros a serem correspondentes de guerra dos EUA durante a Segunda Guerra Mundial .
Rogers também contribuiu para um desenho animado de um jornal intitulado Your History . Seguindo a estética dos populares desenhos animados ' Robert Ripley, Believe It or Not, continha diversos quadros em cada episódio do desenho que contavam pequenos itens sobre os afro-americanos da pesquisa de Rogers. A produção começou no Pittsburgh Courier, em novembro de 1934, com arte de George L. Lee . Em 1940, os trabalhos artísticos foram exercidos por Samuel Milai, que permaneceu com a tarefa pelo resto de sua exibição. Em 1962, o título foi alterado para Facts About The Negro . A tirage seguiu mesmo após o falecimento do seu autor e continuou aparecendo regularmente até 1971, possivelmente em reimpressões no final da tiragem. Duas coletanias foram publicadas, Your History (1940) e Facts About The Negro (1960) .

### Outros trabalhos
O trabalho de Rogers era pautado na teoria na história do "Grande Homem Negro". Esta teoria apresentava a história negra como um mural de conquistas de indivíduos negros proeminentes. Ele dedicou uma parte significativa de sua vida profissional a descobrir fatos de pessoas com ascendência africana, na intenção de que estas descobertas refutassem as crenças racistas contemporâneas sobre a inferioridade dos negros. A obra 100 fatos surpreendentes sobre o negro, sexo e raça e os grandes homens de cor do mundo descreveram negros notáveis pelo decorrer da história e afirmaram conquistas significativas dos negros. Ele afirmou falsamente que várias figuras históricas anteriormente classificadas ou consideradas "brancas" (europeias), incluindo Esopo, Cleópatra e Aníbal, eram "negras". Isto ocorreu décadas antes de pesquisas feitas por historiadores afrocêntricos (esmagadoramente rejeitados pelo consenso especializado) utilizarem-se de argumentos parecidos para dar respaldo a alguns de seus trabalhos.
Rogers comentou sobre a certa ascendência negra de alguns europeus proeminentes, como Alexander Pushkin e Alexandre Dumas, père . Da mesma maneira, Rogers afirmou que vários retratos de Charlotte de Mecklenburg-Strelitz, uma ancestral direta da família real britânica, enquadrando-a como tendo "narinas largas e lábios grossos", indicando uma "tensão negróide". Embora tenha sido popular entre o público em geral, estas afirmações são amplamente denunciadas pela maioria dos estudiosos.
As teorias dele sobre raça, sexo e cor podem ser encontradas em seus livros Nature Knows No Color-Line, World's Great Men of Color . O panfleto Cinco Presidentes Negros forneceu o que ele disse ser uma evidência de que alguns presidentes dos Estados Unidos dos séculos XIX e XX tinham ascendência parcialmente negra. Sua pesquisa neste livro inspirou o estudo de Auset Bakhufu , Six Black Presidents: Black Blood: White Masks USA (1993). Todavia, nenhum deles obteve consenso. O estudioso Henry Louis Gates Jr. disse que o informativo de Rogers "receberia o" Prêmio Wishful Thinking da História Negra ", se existisse.
Rogers presumiu que as diferenças étnicas surgiam de razões sociológicas. Ele acreditava que tais diferenças entre grupos eram frequentemente atribuídas a diferenças “físicas”, como a raça principalmente. Ele trata do tema anterior e do sexo em Sex and Race e também em Nature Knows No Color-Line . Os estudos do historiador nessas obras foi mirando no exame da migração e do movimento de populações, e nas evidências de casamentos mistos e uniões inter-raciais ao longo da história humana. Ele argumentou que isso ocasionou em uma “tensão” negra na Europa e nas Américas.
Em Nature Knows No Color-Line, o autor examinou as origens da hierarquia racial e a problemática da cor. Ele argumentou que as origens do problema racial nunca foram adequadamente examinadas ou discutidas. Ele acreditava que o preconceito de cor geralmente evoluía a partir de razões dominativas e de poder entre dois grupos fisiologicamente diferentes. Ele concluía que o preconceito de cor era usado como justificativa para a dominação, a subjugação e a guerra. As sociedades desenvolveram mitos e preconceitos para perseguirem os seus próprios interesses em detrimento de outros grupos. Ele tentava mostrar que não há nada inato no preconceito racial; que não existe uma aversão natural pela pele mais escura por parte das pessoas de pele mais clara; e, da mesma forma, não existe aversão natural à pele mais clara por parte das pessoas de pele mais escura.
Sex and Race abriga a teoria de Rogers sobre a origem das próprias raças, alegando que os primeiros humanos tinham pele clara, embora haja  semelhança aos negros africanos. Uma linhagem tornou-se a raça “branca” moderna, a outra na África tornou-se os africanos negros atuais. Todas as outras raças descendem em maior ou menor grau. Não existe uma espécie de superioridade entre uma ou outra.
Nessas obras, Rogers questionava o conceito e os consensos de raça, as origens da diferenciação racial e a raiz do "problema da cor". Ele sentiu que a razão do problema o uso da raça como determinante fator social, político e econômico.

## Filosofia e ponto de vista
Rogers foi um pesquisador meticuloso, um estudioso astuto e um escritor conciso. Ele viajou incansavelmente em sua busca por conhecimento, a qual muitas vezes o levava diretamente à fonte. Enquanto viajava pela Europa, frequentando diversos lugares, como museus e castelos, encontrando as etiologias que o ajudaram a documentar a ancestralidade e a história africanas. Ele enfrentou as visões tendenciosas de historiadores e antropólogos eurocêntricos.
Rogers descobriu o que cunhou de "o farelo da história". Esse conceito seria definido como aquela história que não havia sido coletada e estudada, e seu interesse estava na história dos negros. Ele pretendia que as áreas negligenciadas da disciplina se tornassem parte do corpo principal da história ocidental. Ele viu a inclusão africana nos discursos históricos mundiais como uma ajuda para reparar divisões raciais existentes. Com sua bolsa de estudos, pretendia lançar luz sobre áreas até então não examinadas da história africana, bem como combater os estereótipos de inferioridade atribuídos aos negros.
Rogers contestou que a cor da pele não determinava o génio intelectual e que as contribuições dos africanos para o mundo seriam maiores do que se reconhecia anteriormente. Ele publicou sobre as grandes civilizações negras que surgiram na África durante a antiguidade. Dedicou seus estudos a reivindicar um lugar para o povo africano na memória da história ocidental. De acordo com Joel Rogers, muitas civilizações africanas antigas foram as principais compositoras da atual civilização ocidental.
Com estas descobertas, Rogers também evidenciou o horror das divisões raciais. A sua crença em uma única raça – a humana – impedia a ideia de várias raças étnicas diferentes. Isso o tornava um humanista . Ele usou a história como uma ferramenta para reforçar as suas ideias humanistas, e a sua educação para comprovar a sua tese humanística subjacente: que as pessoas eram uma grande família sem quaisquer fronteiras raciais.
Rogers foi autofinanciado, autodidata e publicado seus escritos por conta própria. Alguns críticos ateram-se na falta de educação formal como um obstáculo à produção de trabalhos acadêmicos; outros, todavia, sugeriram que o fato de ter sido autodidata o libertou de muitas amarras acadêmicas e metodológicas. Como autodidata, Rogers seguiu sua pesquisa em várias disciplinas que estudiosos com maior grau de educação formal hesitariam em tentar. Suas obras estão repletas de referências detalhadas. Ele ter documentado o seu trabalho para encorajar o escrutínio dos seus fatos serviu como prova da sua devida diligência, ética de trabalho e compromisso com a história e a cultura do mundo.
Rogers articulou ideias sobre raça que foram informadas pela antropologia e pela biologia, e não por convenções sociais. Ele utilizou suas descobertas em sua pesquisa como ferramenta para expressar suas crenças humanistas e para ilustrar a humanidade como unidade. Ele descartou a definição não científica de raça e prosseguiu com suas próprias ideias sobre a interconectividade da humanidade. Apesar do seu trabalho tenha sido frequentemente enquadrado como afrocêntrico e fora da história tradicional, a sua principal contribuição para a academia foi a análise matizada, por ele feita, do conceito de raça.

## Legado e honras
Rogers fez parte de associações, como a Sociedade de Antropologia de Paris, a Sociedade Geográfica Americana, a Associação Americana para o Avanço da Ciência e a Academia de Ciência Política .
- Do "Superman" ao Homem. Chicago: JA Rogers, 1917. -romance.
- Conforme a natureza lidera: uma discussão informal sobre a razão pela qual negros e caucasianos estão se misturando apesar da oposição. Chicago: MA Donahue & Co, 1919.
- A tempestade que se aproxima e como ela pode ser evitada: uma carta aberta ao Congresso . Chicago: Liga Nacional de Direitos Iguais, filial de Chicago: 1920.
- "Música e Poesia - As Artes Mais Nobres", Música e Poesia, vol. 1, não. 1 (janeiro de 1921).
- "The Thrilling Story of The Maroons", serializado em The Negro World, março-abril de 1922.
- "As Índias Ocidentais: sua condição política, social e econômica", serializado em The Messenger, Volume 4, Número 9 (setembro de 1922).
- Blood Money (romance) serializado no New York Amsterdam News, abril de 1923.
- "The Ku Klux Klan A Menace or A Promise", serializado em The Messenger, Volume 5, Número 3 (março de 1923).
- "Jazz em casa", The Survey Graphic Harlem, vol. 6, não. 6 (março de 1925).
- "O que somos nós, negros ou americanos?" O Mensageiro, vol. 8, não. 8 (agosto de 1926).
- "Resenha do livro, 'Jazz', de Paul Whiteman ." Oportunidade: A Journal of Negro Life, Volume 4, Número 48 (dezembro de 1926).
- "The Negro's Experience of Christianity and Islam", Review of Nations, Genebra (janeiro-março de 1928)
- "A ocupação americana do Haiti : seus benefícios morais e econômicos", de Dantes Bellegarde (tradutor). Oportunidade, Volume 8, Número 1 (janeiro de 1930).
- "O Negro na Europa", The American Mercury (maio de 1930).
- "O Negro na História Europeia", Opportunity, Volume 8, Número 6 (junho de 1930).
- Os maiores homens de ascendência africana do mundo. Nova York: Publicações JA Rogers, 1931.
- "Os americanos na Etiópia", sob o pseudônimo de Jerrold Robbins, em American Mercury (maio de 1933).
- "Enrique Diaz", em Oportunidade, vol. 11, não. 6 (junho de 1933).
- 100 fatos surpreendentes sobre o negro com provas completas. Um atalho para a história mundial do negro. Nova York: Publicações JA Rogers, 1934.
- Os maiores homens e mulheres de ascendência africana do mundo . Nova York: Publicações JA Rogers, 1935.
- "Itália sobre a Abissínia", The Crisis, Volume 42, Número 2 (fevereiro de 1935).
- Os fatos reais sobre a Etiópia. Nova York: JA Rogers, 1936.
- "Quando eu estava na Europa", Revisão Interracial: Um Jornal para a Democracia Cristã, outubro de 1938.
- "Hitler e o Negro", Revisão Interracial: Um Jornal para a Democracia Cristã, abril de 1940.
- "A Supressão da História do Negro", The Crisis, vol. 47, não. 5 (maio de 1940).
- Sua história: desde o início dos tempos até o presente. Pittsburgh: Pittsburgh Courier Publishing Co, 1940.
- Um Apelo dos Pioneer Negroes of the World, Inc: Uma Carta Aberta a Sua Santidade o Papa Pio XII . Nova York: JA Rogers, 1940.
- Sexo e raça: mistura negro-caucasiana em todas as idades e todas as terras, Volume I: O Velho Mundo. Nova York: JA Rogers, 1940.
- Sexo e raça: uma história da miscigenação de brancos, negros e índios nas duas Américas, Volume II: O Novo Mundo. Nova York: JA Rogers, 1942.
- Sexo e raça, Volume III: Por que brancos e negros se misturam apesar da oposição. Nova York: JA Rogers, 1944.
- Os Grandes Homens de Cor do Mundo, Volume I: Ásia e África, e Figuras Históricas Antes de Cristo, Incluindo Esopo, Aníbal, Cleópatra, Zenóbia, Askia, o Grande, e muitos outros. Nova York: JA Rogers, 1946.
- Os Grandes Homens de Cor do Mundo, Volume II: Europa, América do Sul e Central, Índias Ocidentais e Estados Unidos, incluindo Alessandro de' Medici, Alexandre Dumas, Dom Pedro II, Marcus Garvey e muitos outros . Nova York: JA Rogers, 1947.
- "Jim Crow Hunt," A crise (novembro de 1951).
- Nature Knows No Color Line: Pesquisa sobre a ancestralidade negra na raça branca . Nova York: JA Rogers, 1952.
- Fatos sobre o Negro (desenhos de AS Milai; livreto). Pittsburgh: Lincoln Park Studios, 1960.
- O presente da África para a América: o afro-americano na construção e na salvação dos Estados Unidos. Com o Novo Suplemento África e as suas Potencialidades , Nova York: JA Rogers, 1961.
- Ela anda em beleza. Los Angeles: Editores ocidentais, 1963. -romance
- "Centenário da Guerra Civil: Mito e Realidade", Freedomways, vol. 3, não. 1 (inverno de 1963).
- Os cinco presidentes negros: de acordo com o que os brancos disseram que eram . Nova York: JA Rogers, 1965.